# Роєв
Роєв (пол. Rojew) — село в Польщі, у гміні Кобилін Кротошинського повіту Великопольського воєводства.
Населення — 150 осіб (2011).
У 1975-1998 роках село належало до Лешненського воєводства.

## Демографія
Демографічна структура станом на 31 березня 2011 року:
|          | Загалом | Допрацездатний вік | Працездатний вік | Постпрацездатний вік |
| -------- | ------- | ------------------ | ---------------- | -------------------- |
| Чоловіки | 81      | 15                 | 56               | 10                   |
| Жінки    | 69      | 10                 | 44               | 15                   |
| Разом    | 150     | 25                 | 100              | 25                   |